# کین و لینچ: مردان مرده
کین و لینچ: مردان مرده (به انگلیسی: Kane & Lynch: Dead Men) نام یک بازی ویدئویی مشارکتی تیراندازی سوم شخص محصول «آی‌او اینتراکتیو» و منتشر شده توسط «ایدوس اینتراکتیو» ویژه کنسول‌های اکس‌باکس ۳۶۰، پلی‌استیشن ۳ و مایکروسافت ویندوز است. دنبالهٔ این بازی تحت عنوان کین و لینچ ۲: روزهای سگی در سال ۲۰۱۰ منتشر شد.

## شخصیت‌ها

### کین
نام واقعی او آدام مارسوس است او زندگی عادی داشت اما در کودکی مرگ یکی از خویشاوندانش را می‌بیند و در نتیجه تأثیر بدی بر روی او می‌گذارد و او در بزرگسالی قاتل و جانی می‌شود. او پسرش را در دو سالگی بر اثر یک اشتباه از دست می‌دهد. او برای گروهی به نام (seven) کار می‌کند.

### لینچ
نام واقعی او جیمز ست لینچ است.